# Prsten Jana Amose Komenského
Prsten Jana Amose Komenského je vzácný rodinný šperk, zhotovený z platiny a diamantů. Jan Amos Komenský ho věnoval své druhorozené dceři Alžbětě při příležitosti jejího sňatku s Petrem Figulem Jablonským v roce 1649. Alžběta ho předala synovi Samueli Amosovi (* asi 1656). Podle rodinného zvyku prsten od té doby dědil nejmladší syn, zatímco nejstarší získal majetek po otci. Nový majitel prstenu se vždy zavazuje, že ho nikdy neprodá ani v případě nejvyšší nouze. 
Prsten je v současné době (2021) ve vlastnictví rodiny Kalliků, která žije v USA.

## Podoba prstenu
Dr. Jan Pavelčík (1906–1990) popsal rodinný šperk na základě setkání s paní Gertou Kallikovou‑Figulovou (1912–1997) a pořízené fotografie: 
„Prsten je velmi pěkná renesanční práce, zdobená diamanty a stylizovanými lístky, které představují ‚rodinnou symboliku‘. Ve středu prstenu nahoře je umístěna korunka, zdobená lipovými lístky, představuje korunu království českého. Střed tvoří dva ploché diamanty broušené do obdélníkových tvarů, světlozelené barvy, představující dvě manželská srdce. Kolem dokola srdcí je perlovec z drobných zrníček platiny. Nad srdci je zasazen pohyblivý otáčivý diamant, který symbolizuje Boží oko, hledající věrnost obou manželů. Po obou stranách jsou dva a dva menší diamanty, které mají znázorňovat čtyři děti z druhého manželství J. A. Komenského. Po bocích je pak ještě z každé strany po jednom diamantu a ty prý znamenají dvě dítka z prvního manželství J. A. Komenského. Pod spojenými srdci je pak ještě malý výběžek s jedním malým diamantem. Obroučka prstenu je masivní a vše na prstenu (mimo diamanty) je vyrobeno z platiny.“ 